# OU Andromedae
OU Andromedae eller HD 223460, är en variabel stjärna belägen i den mellersta delen av stjärnbilden Andromeda. Den har en högsta skenbar magnitud av ca 5,87 och är svagt synlig för blotta ögat där ljusföroreningar ej förekommer. Baserat på parallax enligt Gaia Data Release 2 på ca 7,26 mas beräknas den befinna sig på ett avstånd av ca 449 ljusår (ca 138 parsec) från solen. Den rör sig närmare solen med en heliocentrisk radialhastighet av ca -1,8 km/s. Stjärnans skenbara magnitud varierar mellan 5,87 och 5,94 och den klassificeras som en FK Comae Berenices-variabel, men klassificeringen är osäker.

## Observation

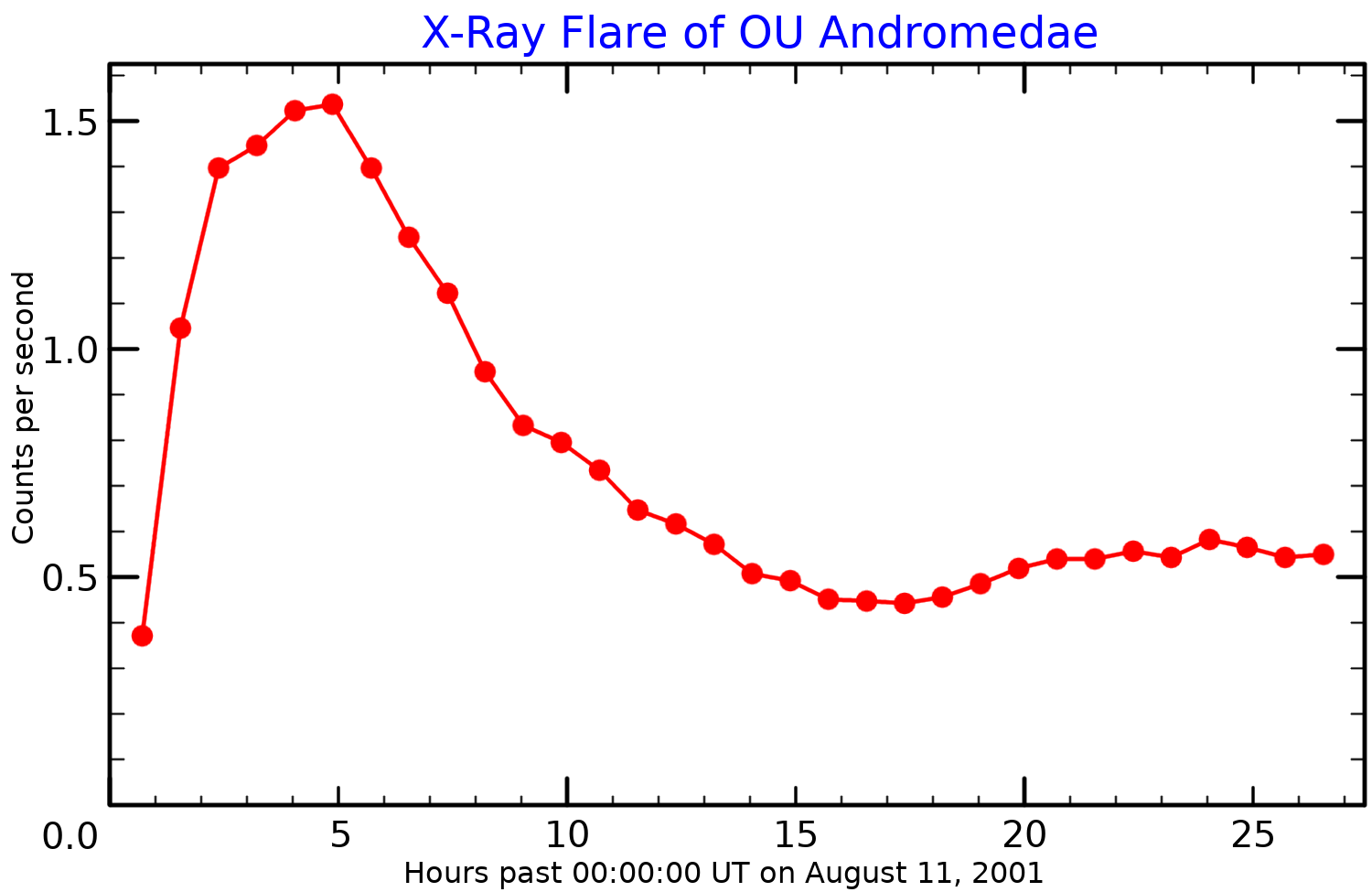
Ljuskurvan för ett röntgenutbrott som observerades år 2001 av Chandra X-ray Observatory. Detta utbrott tros ha orsakats av en koronal massutkastning. (Anpassad från Argiruffi et al., 2019)

År 1985 upptäckte Jeffrey Hopkins et al. att HR 9024 är en variabel stjärna med en period på ca 23,3 dygn. Den fick beteckningen OU Andromedae år 1986. Paola Testa et al. rapporterade år 2007 att stjärnan visade röntgenutbrottsaktivitet.
Rotationshastigheten hos OU Andromedae är ovanligt hög för en utvecklad stjärna av denna typ, och visar en projicerad rotationshastighet på 21,5 km/s. En möjlig förklaring är att den kan ha uppslukat en närliggande jätteplanet, som en het Jupiter, eftersom ett överskott av infraröd strålning har observerats. En annan förklaring bygger på dess starka magnetfält. Om OU Andromedae var en Ap-stjärna under dess huvudseriestadium av evolutionen, kunde den ha behållit både det starka magnetfältet och den snabba rotationen hos Ap-stjärnor.

## Egenskaper
OU Andromedae är en gul till vit jättestjärna av spektralklass G1 IIIe, som visar emissionslinjer i dess spektrum. Den anses befinna sig på den underjättegrenen och dra ihop sig över Hertzsprunggapet mot den röda jättegrenen. Den har en massa av ca 2,9 solmassor, en radie av ca 9,5 solradier och utsänder energi från dess fotosfär motsvarande ca 71 gånger solen vid en effektiv temperatur av ca 5 400 K.
OU Andromedae är en ljusstark röntgenkälla på grund av aktiviteten i dess korona. Det uppskattas att solliknande aktiva regioner täcker 30 procent av ytan. Detta är ytterligare en effekt av det starka magnetfältet, vilket orsakar en oavbruten utvidgningsaktivitet som genererar en stor volym het plasma med koronala temperaturer (ca 7,5×106 K).